# Брюк, Рут
Линнеа Рут Брюк (швед. Linnea Rut Bryk) (18 октября 1916, Стокгольм — 14 ноября 1999, Хельсинки) — финская художница, дизайнер, специалист по художественной керамике. Её считают одной из ярких представительниц модернизма в художественной керамике Финляндии. Среди самых известных её работ — пуантилистский рельеф-карта «Солнечный город» (фин. Kaupunki auringossa, 1976), расположенный в мэрии Хельсинки, многосоставный рельеф «Ледоход» (фин. Jäävirta, 1991) в президентской резиденции Мянтюниеми, а также многочисленные работы, сделанные на фарфоровой фабрике «Арабиа», в художественном отделе которой художница проработала почти 50 лет.

## Художественная манера
Ранние работы Рут Брюк фигуративны. В сюжетном отношении они часто напоминают образцы наивного искусства и во многом следуют за колоративными открытиями экспрессионизма и пространственными экспериментами авангардистов первой половины XX столетия. Особенно заметно влияние Пауля Клее и Марка Шагала. В её настенных рельефах, декоративных тарелках и других арт-объектах преобладают анималистические и флористические мотивы (птицы, бабочки, подсолнухи), а также религиозные сюжеты. В 1960-е годы в её творчестве появляются абстракционистские мотивы, игра геометрическими формами, сходная с живописью пуантилизма техника многократного воспроизведения мелких геометрических структур для получения крупных многоуровневых произведений, модульные композиции.

## Биография
Рут Брюк родилась в Стокгольме, в семье известного австрийского энтомолога, специалиста по бабочкам, художника-любителя и писателя Феликса Брюка и его первой жены Айно Мякинен. В раннем детстве зиму она проводила в Стокгольме, а лето — на родине матери, в городе Сортавала в Карелии. Позже семья обосновалась в Финляндии, однако из-за специфики работы отца много путешествовала по экзотическим зарубежным странам, что дало толчок для развития художественных интересов маленькой Рут. Тяжелыми детскими переживаниями для неё стали смерть сестры и развод родителей.
Несмотря на вынашиваемое с детства желание стать архитектором, Рут, под влиянием братьев-инженеров, отказалась от этой идеи и поступила на графическое отделение Центральной школы искусств и ремесел, которое закончила в 1939 году. По окончании вуза она время от времени разрабатывала дизайн журнальных обложек, почтовых открыток, придумывала узоры для обоев, домотканых ковров («рюйю») и гобеленов, пока в 1942 году на её работы не обратил внимание руководитель художественного отдела фарфоровой фабрики «Арабиа» и не пригласил её попробовать свои силы в дизайне авторской керамики и посуды. Первые шаги на этом поприще Брюк сделала под руководством признанного мастера Биргера Кайпиайнена (фин. Birger Kaipiainen).
В 1945-м Рут вышла замуж за известного финского дизайнера, специалиста по художественному стеклу Тапио Вирккала (фин. Tapio Wirkkala), у них родилось двое детей: Сами Вирккала (1948) стал дизайнером интерьеров, а Маариа (1954) начала карьеру в современном искусстве. Разительные отличия творческой манеры каждого участника этого семейного дуэта, оригинальные взгляды на искусство у каждой стороны не располагали к совместной работе, однако создавали в семье плодотворную критическую атмосферу, не оказавшую, однако, негативного влияния на личные взаимоотношения супругов. Они много путешествовали по миру и проводили время на своей даче в Лапландии. Р. Брюк и Т. Вирккала похоронены на кладбище в Хиетаниеми.

## Признание
- 1951 — Гран-при Миланской триеннале, настенная керамика
- 1954 — Почетный диплом Миланской триеннале за настенную керамику «Птичья стена» (фин. Lintumuuri)
- 1962 — медаль и премия Pro Finlandia
- 1972 — Гран-при биеннале керамистов в Валлорисе, вместе с Анникки Ховисаари и Паулем Энвальдсом
- 1974 — Государственная премия в области промышленного дизайна
- 1978 — Медаль города Хельсинки
- 1980 — Кавалер ордена искусств и литературы
- 1982 — Кавалер ордена Белой розы Финляндии
- 1987 — Премия церкви Финляндии в области культуры
- 1994 — Звание почетного доктора Хельсинкского университета

## Наследие
Художественное наследие Рут Брюк и Тапио Вирккала находится в управлении фонда их имени (фин. Tapio Wirkkala Rut Bryk Säätiö), который передал коллекцию их работ на ответственное хранение в музей современного искусства EMMA в Эспоо, где она выставляется в рамках постоянной экспозиции.